# Sabine Hackenschmidt
Pour les articles homonymes, voir Hackenschmidt.
Sabine Hackenschmidt, née le 13 mai 1873 à Windstein et morte le 6 juin 1939 à Strasbourg, est une artiste peintre et graveuse alsacienne.

## Biographie
Sabine Hackenschmidt est la fille de Christian Karl Hackenschmidt, pasteur luthérien à l'église protestante Saint-Pierre-le-Jeune de Strasbourg.
De 1905 à 1913, Sabine Hackenschmidt est professeur de dessin à l'école des institutrices de Strasbourg avant de devenir assistante des musées de Strasbourg au cabinet des estampes jusqu'en 1938.
En 1915 Sabine Hackenschmidt fit découvrir le fonds de gravure des XVe et XVIe siècles au peintre Max Beckmann qui réalisa plusieurs portraits d'elle.
Sabine Hackenschmidt a illustré le Calendrier Alsacien de 1912 à 1914; le style de ses peintures et aquarelles la rapproche de Lothar von Seebach.

## Œuvres
- 64 oeuvres numérisées à la Bibliothèque nationale universitaire de Strasbourg
- Bateau, estampe, Musée d'Art moderne et contemporain (Strasbourg)[1]
- Escalier menant à un quai, estampe, Musée d'Art moderne et contemporain (Strasbourg)[2]
- Faisandeau, estampe, Musée d'Art moderne et contemporain (Strasbourg)[3]
- Gerboise, estampe, Musée d'Art moderne et contemporain (Strasbourg)[4]
- Hexenberg bei Lauterburg, estampe, Musée d'Art moderne et contemporain (Strasbourg)[5]
- Homme dans une forêt, estampe, Musée d'Art moderne et contemporain (Strasbourg)[6]
- L'Ill, estampe, Musée d'Art moderne et contemporain (Strasbourg)[7]
- Le port du Rhin, estampe, Musée d'Art moderne et contemporain (Strasbourg)[8]

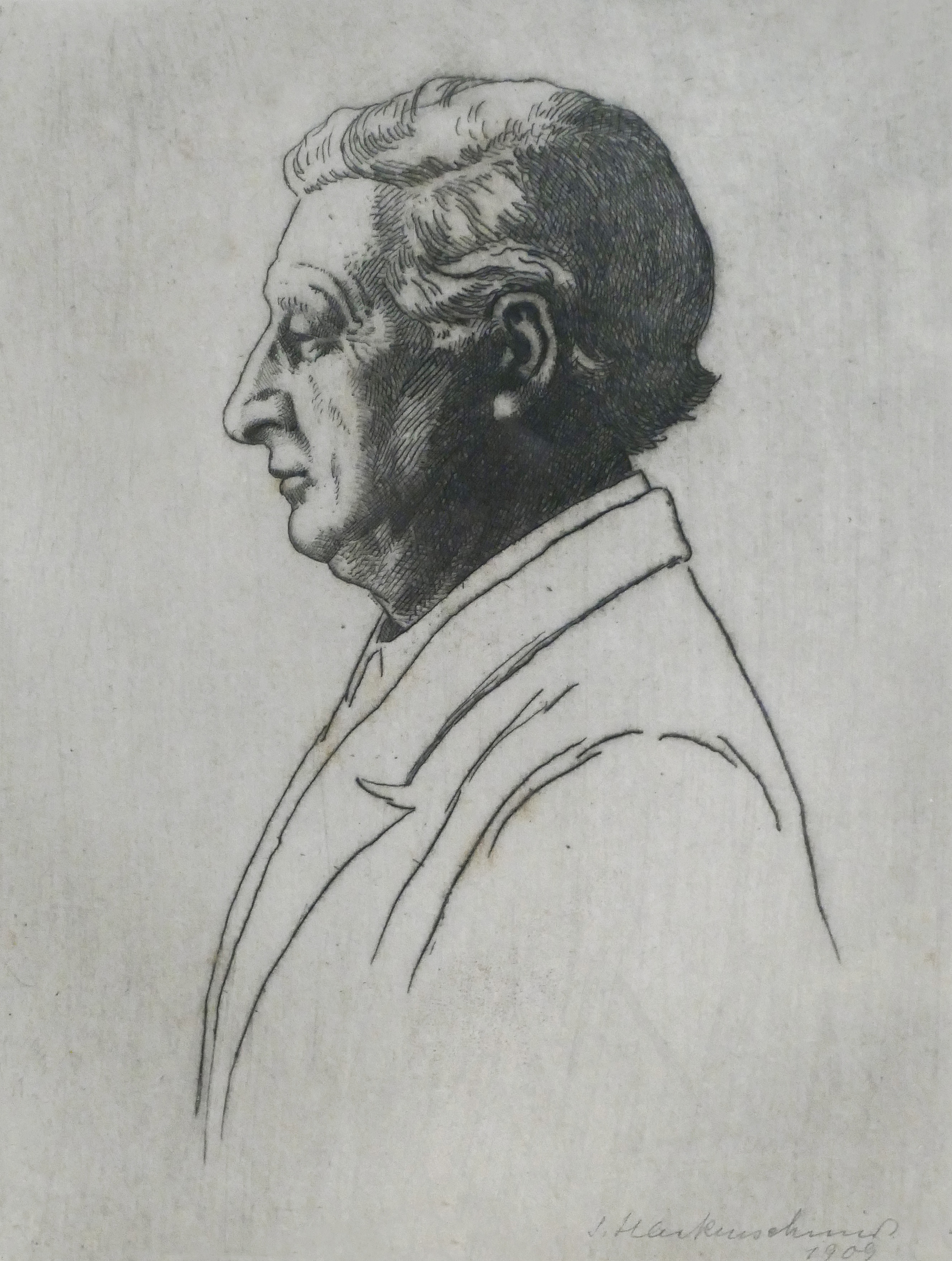
Portrait gravé de son père, le pasteur Hackenschmidt (1909).

- Lisière de forêt, estampe, Musée d'Art moderne et contemporain (Strasbourg)[9]
- Maisonnette et chemin de forêt, estampe, Musée d'Art moderne et contemporain (Strasbourg)[10]
- Maisons, estampe, Musée d'Art moderne et contemporain (Strasbourg)[11]
- Monument, estampe, Musée d'Art moderne et contemporain (Strasbourg)[12]
- Paysage, estampe, Musée d'Art moderne et contemporain (Strasbourg)[13]
- Petit pont au bord du Rhin, estampe, Musée d'Art moderne et contemporain (Strasbourg)[14]
- Pont à la lisière d'une forêt, estampe, Musée d'Art moderne et contemporain (Strasbourg)[15]
- Portrait de J. Walter (ancien garde de nuit du Château Rohan), estampe, Musée d'Art moderne et contemporain (Strasbourg)[16]
- Route bordée d'arbres, estampe, Musée d'Art moderne et contemporain (Strasbourg)[17]
- Rue avec vue sur la cathédrale de Strasbourg, estampe, Musée d'Art moderne et contemporain (Strasbourg)[18]
- Scène de marché, estampe, Musée d'Art moderne et contemporain (Strasbourg)[19]
- Sous-bois, estampe, Musée d'Art moderne et contemporain (Strasbourg)[20]
- Strasbourg, paysage du Neuhof, estampe, Musée d'Art moderne et contemporain (Strasbourg)[21]
- Strasbourg, église Saint-Thomas avec des échafaudages, estampe, Musée d'Art moderne et contemporain (Strasbourg)[22]
- Village, estampe, Musée d'Art moderne et contemporain (Strasbourg)[23]
- Le Wacken, dessin, Musée d'Art moderne et contemporain (Strasbourg)[24]